# Types de voiles
Les différents types de voiles se distinguent par leur coupe (voiles triangulaires, rectangulaires, trapézoïdales,...), la manière dont les bords sont éventuellement tenus (bôme, draille, corne, antenne,...), et les points qui en permettent l'établissement (point de drisse) et la manœuvre (point d'écoute et point d'amure).
À l'exception de la brigantine, qui peut être complétée d'un flèche ou de hunier, les différents types de voiles se présentent en un étage unique porté par un mât. La voile carrée est en pratique la seule forme permettant de superposer des voiles. Suivant le type de gréement, la voile principale peut être complétée de voiles d'étais ; et en cas de mâts multiples les différents mâts peuvent recevoir des voiles de types différents.

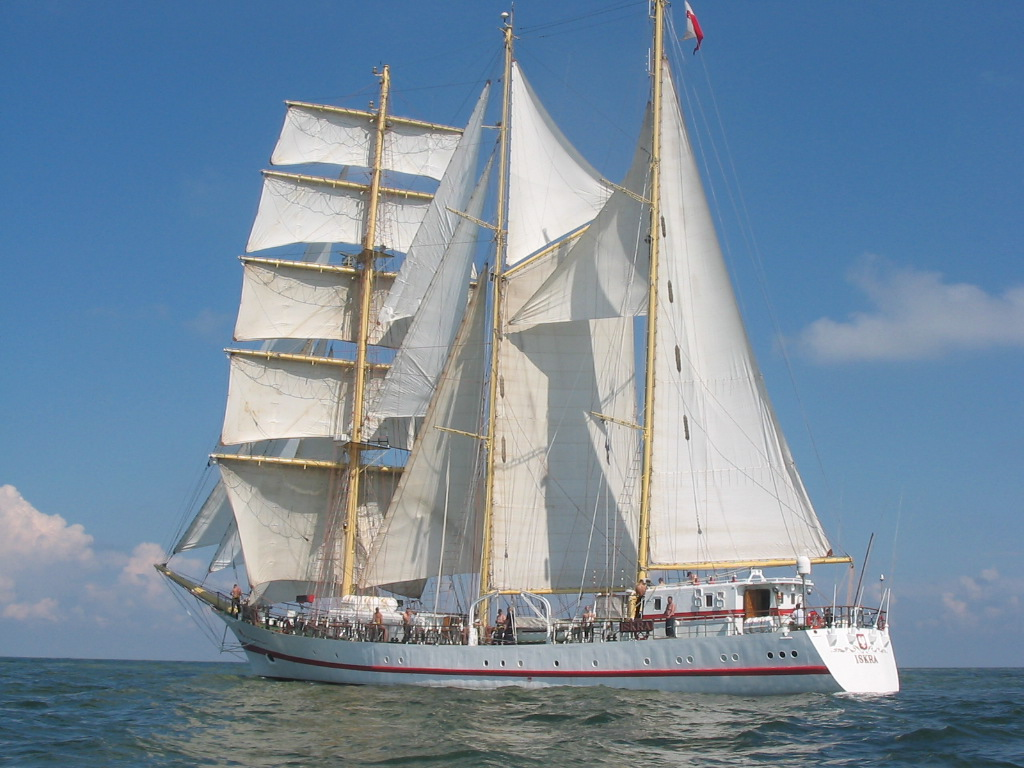
Exemple de voiles variées : ORP Iskra (1982), un trois-mâts goélette gréé avec un phare carré au mât de misaine (avec focs), un gréement à corne sur le grand mât (avec flèche et voiles d'étais) et une voile bermudienne au mât d'artimon (avec voiles d'étais).

## Voiles traditionnelles
Les voiles primitives découlent de l'idée de « tendre un drap pour donner prise au vent », et se déclinent en deux gréements fondamentaux par rapport au mât : le drap pend d'un espar horizontal, et c'est la voile carrée ; ou le drap est bordé au mât et l'autre coin déployé par un espar, et c'est la voile à livarde.
Dans le premier cas, le vent rentre toujours du même côté du drap, et le point « sous le vent » (point d'écoute) ou « au vent » (point d'amure) sont interchangeables suivant le bord où navigue le bâtiment. Dans le second cas, le vent peut souffler d'un côté ou de l'autre de la toile, et les point d'amure et point d'écoute sont au contraire fixes.

### Voile carrée
C'est le type de gréement le plus ancien en Europe. La documentation disponible indique qu'il était utilisé dès l'Antiquité, de la Baltique à la Méditerranée sur les navires marchands et militaires, qu'ils soient de mer ou de rivière.
Au IXe siècle l'introduction de la voile latine amorce le déclin de cette voile en Méditerranée où le régime des vents est trop irrégulier pour pouvoir l'utiliser. En Atlantique elle perdure au-delà même du Moyen Âge, des drakkars des Vikings aux cogues hanséatiques, en passant par les nefs françaises et anglaises. Les siècles suivants confirment son maintien comme en témoignent les vaisseaux produits tant pour le commerce que pour le combat.
|                       |                               | Voile carrée d'un drakkar |
| Voile carrée (schéma) | Réplique d'une galère romaine | Voile carrée d'un drakkar |

### Voile à livarde
La livarde est également connue sous le  nom de balestron, un espar qui permet de tendre la voile aurique en partant du mât vers le haut, ou de tendre une voile triangulaire du mât vers le point d'écoute, comme sur les sharpies.
Cette voile connut ses heures de gloire dans la marine fluviale : simple à mettre en œuvre, elle était adaptée aux mâts rabattables ou amovibles de diverses embarcations, comme les chalands, les barges et certaines péniches. Parmi les embarcations ayant porté ce gréement à la perfection, nous comptons les barges de la Tamise dont certains exemplaires naviguent encore aujourd'hui à la plaisance, tandis que d'autres sommeillent dans un musée. 
Assez peu répandue aujourd'hui, ce type de voile équipe, dès l'origine, tous les Optimist depuis 1947.
Ce gréement équipe les pirogues à voile des pécheurs Vezo, au sud ouest de Madagascar.
|                          |                      |                                    |                          |
| Voile à livarde (schéma) | Profil d'un Optimist | Optimist équipé de voile à livarde | Pirogue à voile malgache |

### Voile jonque
Ce type de gréement et voile est issu des bateaux traditionnels asiatiques : la jonque dont les voiles sont munies de lattes sur toute la surface, leur conférant une importante rigidité.
Les mâts des jonques ne portent qu'une voile de nattes tendue au moyen de bambous placés de distance en distance parallèlement à la vergue supérieure. Ces voiles sont d'un poids énorme et lorsqu'il s agit de les hisser cette opération dure souvent une demi-journée. Quelquefois dans les beaux temps on place une espèce de hunier de toile de coton au-dessus de celle du centre. Lorsqu'une jonque est en mer et que le vent augmente on ouvre un sabord pratiqué dans la voile qui en donnant une issue au vent diminue son action. Si le vent devient encore plus fort on amène une portion de la voile. Milieu XIXe siècle, les nattes destinées à former les voiles des jonques sont tressées à plat et à la main avec les feuilles du coix lacryma. En plusieurs endroits elles sont renforcées par des liens de rotin. Cette fabrication occupe dans le Kouangtong et le Fo kiènn des milliers de vanniers.
|                       |                                |                                       |                                     |                                                                     |
| Voile jonque (schéma) | Jonque traditionnelle chinoise | Voiles jonques sur un voilier moderne | Voile jonque repliée sur le Pa Yeng | Sampan indonesien disposant ses voiles en oreilles par vent arriere |

### Voile austronésienne
Une voile austronésienne est une voile triangulaire traditionnelle caractéristique des populations parlant des langues austronésiennes : Océanie et Asie du Sud-Est (soit du nord des Philippines à la Nouvelle-Zélande et à l'Île de Pâques et incluant Madagascar). Il s'agit d'une voile triangulaire de forme inversée par rapport à une voile latine (pointe de la voile vers le bas), libérant ainsi une prise au vent importante en sommet de voile.
|                       |                                                                 |
| Voile austronésienne. | Prao de Nouvelle-Calédonie avec sa voile austronésienne typique |

### Voile latine
Apparue au IXe siècle, d'inspiration arabe, la voile latine s'est répandue en Méditerranée.
Son gréement est composé d'une vergue appelée antenne, longue et mince, qui croise le mât en oblique.
L'antenne descend jusqu'à l'avant du bateau, où elle est fixée (point d'amure). Les bandes de ris sont hautes et parallèles à l'antenne. Il n'y a pas de bôme.
Schématiquement, la voile latine peut être comparée à un foc gréé sur une antenne au lieu de l'être sur un étai. Par comparaison à un foc, la capacité supplémentaire est que son point d'amure peut être déplacé, ce qui lui permet en particulier de se mettre par vent arrière, perpendiculaire à la marche du navire. Cette capacité lui donne un avantage à la fois par comparaison avec des voiles carrées (seulement adaptées aux allures portantes) ou à bôme (plus adaptées au près).
Pour qu'elle soit efficace sur les deux amures, il est nécessaire de la changer de côté à chaque virement. Cette manœuvre consiste à gambeyer.
La voile latine remplaça vite en Méditerranée, les voiles carrées utilisées depuis le temps des Romains, tant sur les navires de pêche, navires marchands (tartanes) que militaires (galères, chébecs) car plus adaptée aux régimes de vent de cette région où elle perdure toujours sur des embarcations comme les pointus méditerranéens.
Elle est devenue aux environs du XVe siècle la voile auxiliaire des navires « ronds » de l'Atlantique, comme les caraques, les caravelles, puis les galions du XVIe siècle et enfin les grands vaisseaux du XVIIe et XVIIIe siècles, avant d'être détrônée sur l'océan par les différentes voiles auriques, plus aisées à manœuvrer.
La voile latine continue à être utilisée en Méditerranée car elle bien adaptée aux vents de cette mer.
|                       |                  |                         |                                       |                   |                                                              |
| Voile latine (schéma) | Galéasse en 1680 | Chebec espagnol en 1826 | La Catalina : barque à voiles latines | Boutre à Karachi. | La Royale disposant ses voiles en oreilles par vent arrière. |

- Barque catalane
- Chebec
- Lanche
- Pointu et Barquette Marseillaise
- Tartane
- Cange
- Mourre de Pouar

## Maturation des voiles auriques
Une voile aurique (Fore-and-aft rig en anglais) est une voile qui présente toujours le même bord d'attaque au vent, dans l'axe du navire, contrairement aux voiles carrées.

### Voile arabe
La voile arabe est identique à la voile latine, à cette différence près que la pointe avant de la voile est tronquée. Elle est utilisée principalement sur le  Nil,  en Mer Rouge et dans l’Océan Indien. Elle équipe en particulier les felouques du Nil ou les boutres.
|                                   |
| Felouque égyptienne à voile arabe |

- Baggala
- Boutre
- Felouque

### Voile au tiers
À ses débuts cette voile était peu différente de la voile carrée, sa vergue étant horizontale, mais avec des performances nettement améliorées au près, notamment par « apiquage » de la vergue, c'est-à-dire que la vergue devient plus verticale en se rapprochant de l'axe du mât.
En déplaçant le point de fixation de la vergue et en reculant la partie basse de la voile, on transforme la voile carrée en une voile au tiers, qui donne un meilleur comportement aux allures montantes tout en simplifiant le gréement, car cette voile se suffit à elle-même : une grand-voile au tiers, éventuellement une misaine au tiers, suffisent pour gréer un petit voilier de pêche qui se comportera très bien à toutes les allures.
Le bord d'attaque, presque vertical, situé sur l'avant, est plus court que la chute, située sur l'arrière, la vergue étant apiquée (inclinée) en montant de l'avant vers l'arrière.  Le point d'amure est fixé en un point situé dans l'axe longitudinal du voilier (qui peut être le mât, mais pas nécessairement). Le bord inférieur, ou bordure, est généralement libre (sans bôme) et l'écoute est dans ce cas frappée, soit sur un banc transversal, soit à tribord ou à bâbord du bateau.
Elle fait partie de la famille des voiles auriques. Elle connut son heure de gloire avec les bateaux de pêche côtière du XIXe siècle et au début du XXe siècle, en Bretagne, avec par exemple le sinagot du Morbihan ou la chaloupe sardinière, qui régnait de Concarneau à la rade de Brest, mais aussi en Manche (lougres de Dunkerque ou d'Etaples, vaquelottes du Cotentin) et sur la façade Atlantique. Jusqu'en 1940, on la retrouve encore sur certaines unités motorisées comme les pinasses (inspirées du Sud-Ouest, mais adaptées aux conditions de travail et de mer de la région), soit en appoint, soit en gréement complet.
Le rendement d'une voile au tiers est meilleur sur une amure que sur l'autre. On parle d'amure lorsque la vergue est sous le vent venant de bâbord (gauche) ou de tribord (droite), cela a amené les chaloupes sardinières, puis les pinasses qui ont conservé le gréement au tiers, en particulier celles de Douarnenez, à adopter un gréement inversé : la voile de misaine (à l'avant du navire) était hissée sur bâbord, tandis que le taillevent (au centre du bateau) était hissé sur tribord. Cela permettait de conserver une voile avec une amure positive s'il n'était pas possible de gambeyer.
|                                     |                                          |                                   |
| Voile au tiers vue au vent (schéma) | Voile au tiers vue sous le vent (schéma) | Sinagot dans le golfe du Morbihan |

- Canot à misaine ou misainier
- Chaloupe possédant deux voiles au tiers : une misaine et un taillevent
- Bisquine ou lougre
- Voile au tiers bômée, ou amurée en abord
- Chatte
- Sinago
- Yole de Bantry

### Voile à corne
La voile à corne, est une voile aurique qui tient son nom de la vergue qui s'appelle corne ou  pic. L'extrémité inférieure de cette corne, appuyée au mât, pivote selon l'axe du mât. Généralement bordée d'une bôme, la voile à corne peut donc être établie tribord amures ou bâbord amures, sans présenter un côté moins performant car déformé par le mât, et donc sans devoir gambeyer après un virement de bord comme pour la voile au tiers.
Évolution de la voile au tiers, elle augmente encore les performances en ramenant toute la surface en arrière du mât, libérant la partie avant de celui-ci pour l'installation d'une trinquette et de focs. La forme de la voile, qui déverse beaucoup au niveau de la corne, la rend peu efficace au plus près du vent, mais permet cependant de porter une grande surface de toile pour un mât court.
Dans la partie supérieure peut être gréé un flèche, ce qui permet d'augmenter la voilure, notamment par petit temps.
Elle équipe nombre de gréements traditionnels de travail comme les cotres, les dundées thoniers, les coquilliers. Des reconstitutions de navires militaires de petit tonnage comme le Renard (cotre corsaire) ou la goélette Recouvrance mettent en évidence son utilisation sur ces unités vouées à la rapidité et la maniabilité.
|                        |                                                    |                                      |
| Voile à corne (schéma) | Voiles à corne sur voilier traditionnel hollandais | Voiles à corne surmontée d'un flèche |

- Cat-boat (comme les Optimists)
- Gréement houari à balestron, trouvé sur les doris
- Sloop houari
- Sloop à corne, cotre à corne (cutter en anglais)
- Dundée ou sloop à tapecul

### Voile houari
C'est, stricto sensu une voile triangulaire enverguée sur un espar parallèle au mât, d'une taille voisine de celui-ci, et hissée au moyen d'une drisse unique. Par extension et abus de langage ce terme désigne aussi une voile à corne dont la corne est trop apiquée pour permettre l'usage de la voile de flèche (Flech). Ce mode de gréement précède le type « Marconi ». 
Ce type de gréement permet d'obtenir une bonne partie des avantages de la « voile bermudienne » (plan de voilure dans l'axe, centre de voilure plus haut, écoulement laminaire amélioré...) sans avoir besoin d'un mât très long. Depuis l'apparition des mâts d'un seul tenant suffisamment résistants, la voile houari tend à perdre de sa popularité au profit de gréement plus moderne. Toutefois, elle reste utilisée pour des navires « historiques » ou spécifiques comme les « voiles-avirons ».
On le retrouve au début du XXe siècle en France, dans le nord Finistère, en particulier sur nombre de cotres de pêche de la baie de Morlaix ; ex. : Jeanne d'Arc lancé en 1909. L'avantage de ce gréement simple à mettre en œuvre, est une certaine légèreté, d'excellentes performances aux allures du près tout en maintenant une surface de toile importante propice à la vitesse (Les premiers arrivés au port obtenaient le prix le plus élevé pour leur pêche, question de fraîcheur aussi).
Assez en faveur au début du XXe siècle sur les voiliers de plaisance, les progrès des matériaux composant les mâts (aluminiums, puis composites) et leurs haubanages les ont rendus rapidement obsolètes. Le Star est représentatif de cette évolution.
|                       |                                   |                  |
| Voile houari (schéma) | Le Sonderklasse à gréement houari | Voilier malgache |

### Voile bermudienne
C'est une évolution des versions antérieures en deux pièces :  la grand-voile (à corne) et une voile appelée le « flèche », frappée sur la corne et hissée au mât, système dur et complexe à manœuvrer et moins performant. Le système Bermudien/Marconi a lui-même succédé au Houari aux performances assez proches.
C'est actuellement la voile la plus répandue en plaisance du fait de sa polyvalence et de ses performances notamment aux allures du près et de la facilité et simplicité de manœuvre. L'on trouve maintenant des voiles entièrement lattées et dont le rond de chute est beaucoup plus important, reconstituant ainsi la forme théoriquement plus efficace des gréements traditionnels sans le fardage, le poids et les difficultés de manœuvre. 
Les voiles bermudienes équipent les bateaux de course modernes.
|                            |                                          |                                |                                                             |
| Voile bermudienne (schéma) | Goélette à trois mâts (Royal Navy, 1790) | Catboats à voiles bermudiennes | Les lattes permettent à la chute d'avoir une forme arrondie |

## Mâts superposés
L'augmentation du tonnage des bâtiments a entraîné la nécessité d’augmenter la voilure, à la fois en multipliant le nombre de mâts sur le pont (deux, trois, quatre mâts...), et en empilant des mâts en hauteur (Hunier, Perroquet, Cacatois,...)

### Phare carré

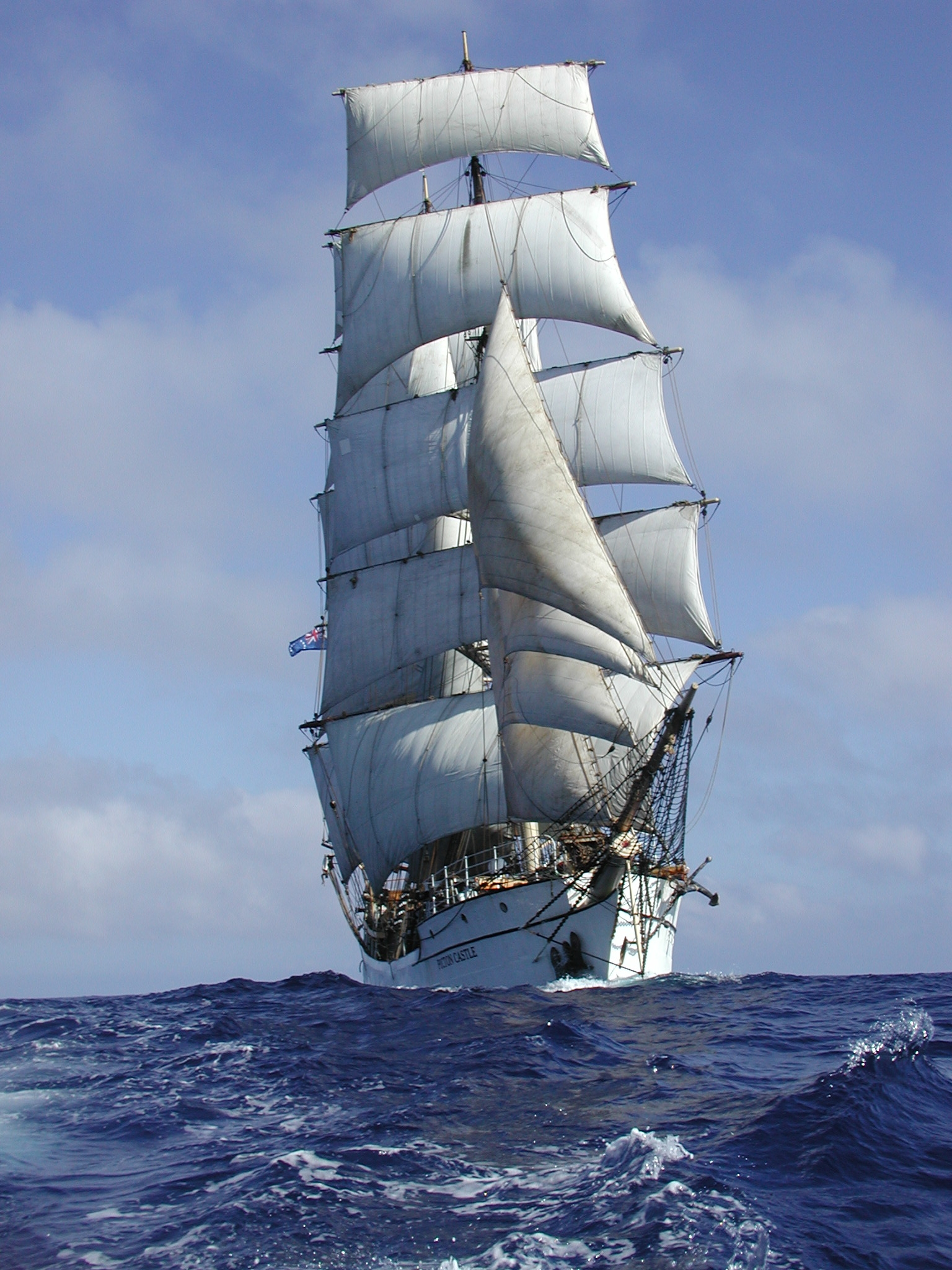
La superposition des voiles carrées sur un même mât facilite leur manipulation en divisant leur surface et permet d'adapter la surface de la voilure à la force du vent.

Pendant l'essor de la marine à voile (XVIIe siècle-XIXe siècle) l'augmentation de la dimension des navires a considérablement augmenté la hauteur des mâts et, l'on a multiplié le nombre de voiles carrées sur chaque mât (on a eu jusqu'à 7 étages) afin qu'elles restent cargables (repliables) par un nombre acceptable de marins.
Sur les longs bords de portant, les capitaines de clippers faisaient quelquefois ajouter à l'extérieur, des rallonges de vergues pour porter des voiles appelées bonnettes qui permettaient de gagner un petit peu de vitesse. Cette opération délicate et risquée était redoutée des gabiers car la chute était la promesse d'une mort certaine par noyade, le navire étant incapable de faire demi-tour pour venir le rechercher.
La compilation et la publication au milieu du XIXe siècle par le capitaine américain Matthew Fontaine Maury des wind charts (somme des statistiques des vents dominants par secteurs) sur des cartes marines a permis de déterminer des routes où les vents portants (trade winds, les vents du commerce) étaient les plus réguliers et où ces gréements puissants étaient efficaces. Il a ainsi contribué à l'essor des grands voiliers dits à « phares carrés » (pour l'aspect général qu'ils avaient rappelant la silhouette d'un phare).
C'est au cours de la première moitié du XXe siècle que disparaît peu à peu cette voile, en particulier avec la fin des grands voiliers à prime, une des générations les plus abouties pour la taille et la vitesse, dont le Belem est un survivant en France, à la différence du Duchesse Anne qui témoigne d'une génération de grands navires-écoles de cette période révolue. La machine à vapeur et le moteur à combustion interne ont eu raison de cette voilure plus que millénaire.
|                                                | Le clipper Sagres III à voiles carrées sur les mâts avants |
| L'Hermione est un exemple de trois-mâts carrés | Le clipper Sagres III à voiles carrées sur les mâts avants |

### Goélette à Huniers

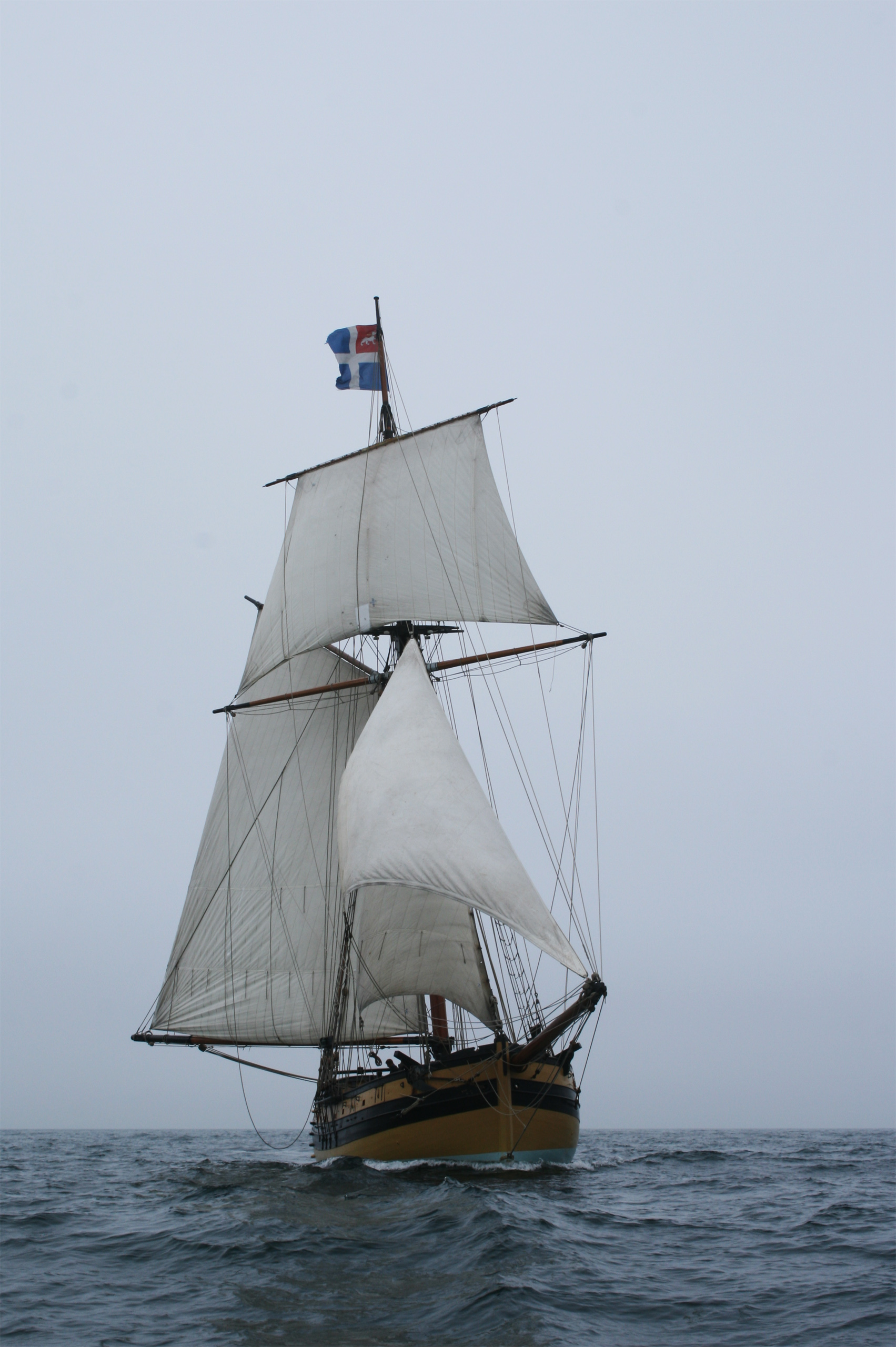
Le Renard, un cotre à huniers.

Les huniers se rencontrent souvent associés à des voiles auriques pour augmenter les performances du navire par vent arrière.
Les goélettes à hunier sont le résultat de la superposition d'un gréement goélette avec des huniers carrés.

### Huniers au tiers

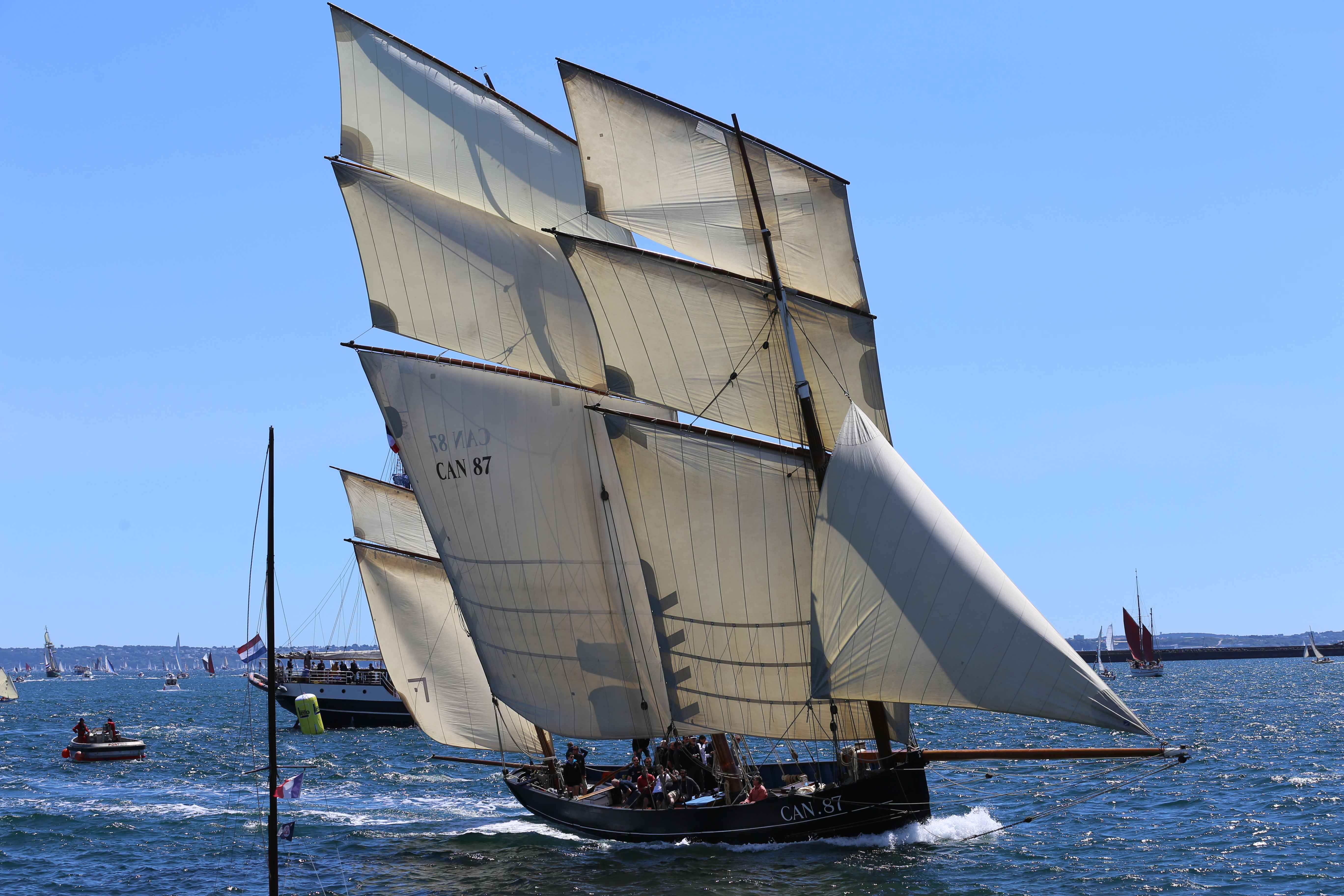
La Cancalaise : Exemple de huniers gréés au tiers.

Le lougre (comme le flambart, le dragous ou la bisquine), est un bateau gréant au tiers misaine, taillevent et parfois tapecul, les mâts principaux pouvant porter huniers et perroquets.

## Voiles d'étai

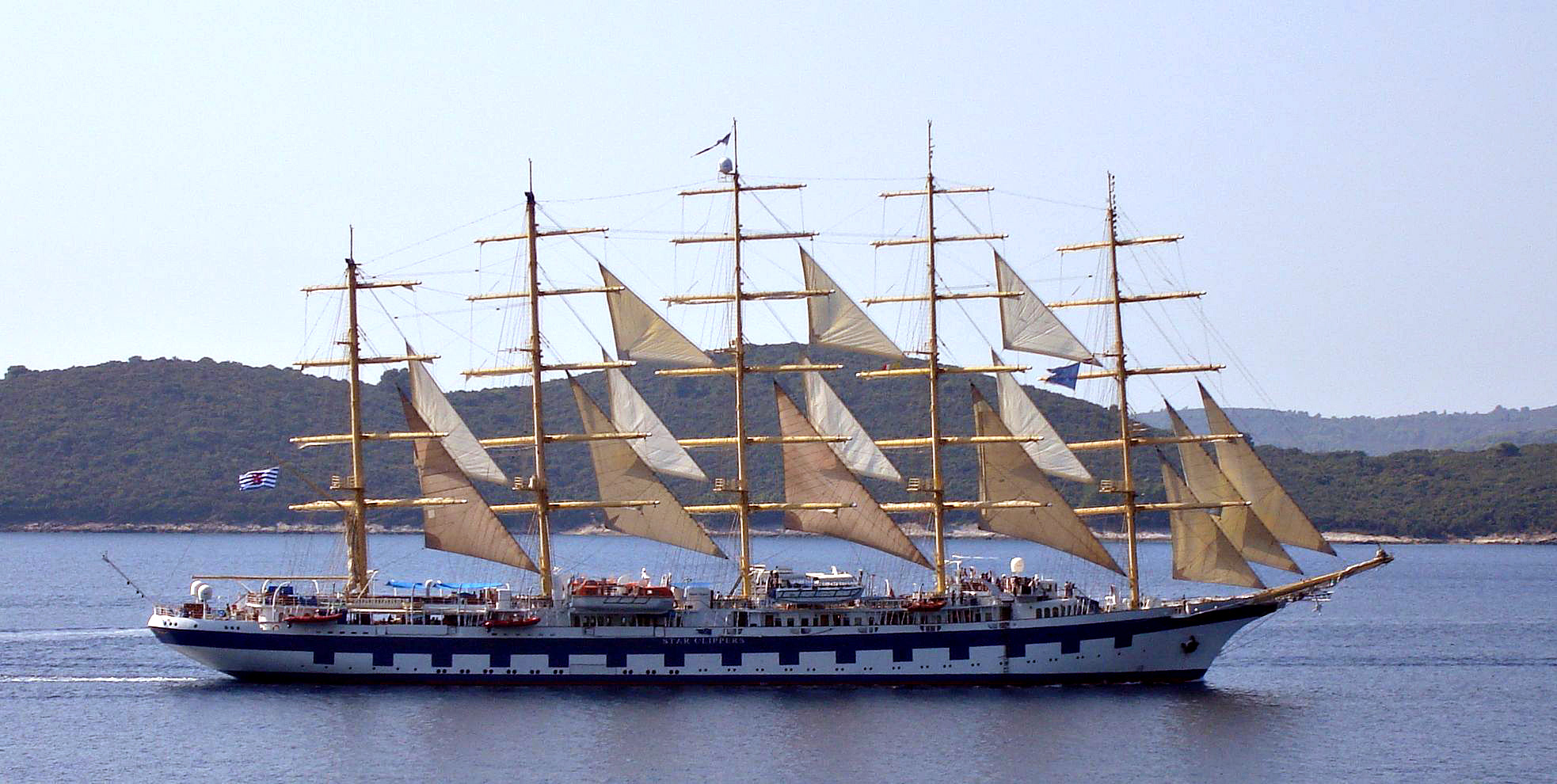
Voile d'étai du SV Royal Clipper (Croatie)

Sur les navires à voile, une voile d'étai (Staysail en anglais) est une voile triangulaire ou trapézoïdale fixée dans l'axe du navire sur un étai, une drisse ou parfois une vergue. On peut rencontrer des voiles d'étais, à l'avant, à l'arrière ou entre deux mâts d'un navire.
Elle sert à augmenter la surface de voilure par vent latéral surtout sur les navires à voiles carrées, pénalisés par vent latéral. Comme les voiles d'étai sont très aérodynamiques et manœuvrables et qu'elles peuvent être bordées très plat, ces types de voiles constituent le gréement des voiliers modernes aux dépens des voiles carrées.
|  | Le foc désigne une voile d'avant de forme triangulaire d'un voilier. Cette voile est retenue par son guindant à l'étai le long duquel elle coulisse pour être hissée. Deux écoutes fixées à une de ses extrémités permettent de modifier son orientation et sa forme pour l'adapter à la direction du vent et à l'état de la mer. Lorsqu'un voilier dispose d'un jeu de voiles d'avant permettant d'adapter la surface de la voilure à la force du vent, le foc désigne une voile de surface intermédiaire entre le tourmentin (voile de tempête) et le génois (voile de grande taille). Le foc contribue à propulser le voilier mais il joue également un rôle primordial dans la réussite de la manœuvre de virement vent debout. |
|  | Les bonnettes (studding sail, studsail ou stunsail en anglais), sont des voiles légères que l'on suspend à des vergues mobiles (appelé bout-dehors) fixées temporairement aux extrémités des vergues des voiliers à gréement carré pour augmenter la puissance de traction au portant (vent arrière ou grand largue). |
|  | Sur les gréements à voiles auriques, un flèche (nom masculin), ou « flèche en cul », est une voile d'étai légère déployée sur le mât arrière (artimon ou grand-mât), établie sur un mât de flèche au-dessus d'une brigantine (grand-voile sur les goélettes), ou d'une voile basse aurique (voile au tiers, voile à corne, ...), de forme triangulaire ou carrée. |

## Figure de synthèse

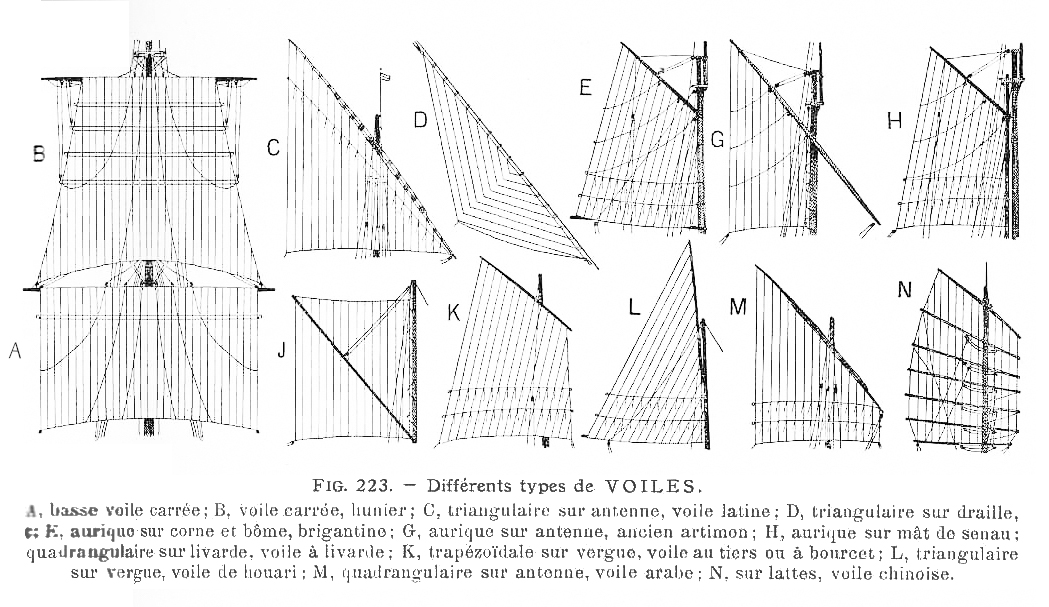
Les différents types de voiles d'après G. Clerc-Rampal (1913) : La Mer Dans la Nature, la Mer et l'Homme Légende : a, basse voile carree; b, voile carree, hunier; c, triangulaire sur antenne, voile latine; d, triangulaire sur draille, foc; e, aurique sur corne et bome, brigantine; g, aurique sur antenne, ancien artimon; h, aurique sur mat de senan; j, quadrangulaire sur livarde, voile a livarde, k, trapezoidale sur vergue, voile au tiers ou a bourcet; l, triangulaire sur vergue, voile de houari; m, quadrangulaire sur antenne, voile arabe, n, sur lattes, voile chinoise

### notes
1. ↑  Revue Britannique ou choix d'articles traduits des meilleurs écrits périodiques de la Grande-Bretagne. Volume 55. Le Journal ; Dondey-Duprez, 1840
2. ↑  Isidore Hedde, Étude pratique du commerce d'exportation de la Chine. (Avec Auguste Haussmann et Natalis Rondot), Paris, Renard, 1848 (lire en ligne)
3. ↑  Guide des termes de marine (Chasse Marée, 1997), page 62
4. ↑  Emploi spécialisé de phare I, parce que le mât se dresse comme un phare
5. 1 2  « Voiles : Focs et étais »
6. ↑  Lubbock, Basil (1921). The Colonial Clippers, p.198. Nautical Press, Glasgow, J. Brown & Son (Glasgow) Ltd
7. ↑  Dictionnaire de la marine à voiles (Pâris et De Bonnefoux, réédition de 1999), page 101
8. ↑  Paris et De Bonnefoux, Dictionnaire de la marine à voile (1971), page 326
9. ↑  Guide des termes de marines (Chasse Marée, 1997), page 66